# The Witmark Demos
The Witmark Demos is een albumbox van Bob Dylan uit de officiële bootlegserie met opnamen die gemaakt zijn in de Witmark Studios op Madison Avenue, uitgebracht in 2010 op Columbia Records. De  albumtitel is The witmark Demos: 1962-1964, de ondertitel The Bootleg Series Vol. 9. Met uitzondering van de eerste box in de serie, die uitgebracht werd als The bootleg series volumes 1-3 hebben de volgende sets één volumenummer en bevatten de standaard-edities vanaf volume 5 steeds 2 cd's. The Witmark Demos kent ook een Limited Edition, die een extra album In Concert – Brandeis University 1963 bevat.

## Oorsprong
De meeste albums uit de bootleg series bevatten outtakes (opnamen die het album niet haalden) en oefen- of alternatieve versies van liedjes, of het zijn live-registraties. The Witmark Demos bevat opnamen, die niet voor publicatie bedoeld waren, maar vastgelegd werden voor de muziekuitgever. In een kleine studio van Witmark werden Dylans composities, door hem gezongen, alleen begeleid op gitaar en mondharminica opgenomen op tape. Een Witmark-kopiist zou vervolgens de songteksten en muziek op bladmuziek zetten. Wanneer iemand interesse toonde in een nummer, zou Witmark een acetaat snijden, een opname op goedkoop plastic, en naar de geïntereseerde sturen. Als het acceptabel was, zou het nummer worden opgenomen.

## De Leeds demo's
De "Leeds Music Corporation" was een muziekuitgeverij die in 1935 door Lou Levy opgericht was. Levy stelde Dylan voor een songbook van hem uit te brengen als hij voldoende materiaal had. Dylan tekende op 5 januari 1962 een overeenkomst met dochterbedrijf "Duchess Music", kreeg een voorschot van 100 dollar en nam voor de uitgever in de Witmark studio vijf nummers op: "Poor Boy Blues", "Ballad for a Friend", "Rambling, Gambling Willie", "Talking Bear Mountain Picnic Massacre Blues" en "Standing on the Highway". Later, in september nam Dylan "Man On The Street" en in november "Hard Times In New York Town" voor Leeds op.

## De Witmar demo's
"M. Witmark & Sons" was een muziekuitgever, die in 1888 was opgericht en in 1929 overgenomen werd door Warner Bros. en onder de naam "Music Publishers Holding Company" een leidende uitgeverij werd. Dylans manager Albert Grossman sloot in de zomer van 1962 een overeenkomst met Witmark af om zijn artiesten bij hen onder te brengen. De overeenkomst gaf Grossman de helft van MPHC's royalty's voor elke artiest die hij kon contracteren. Grossman gaf Dylan 1000 dollar om diens contract met Leeds over te hevelen naar Witmark. Aangezien Leeds nog geen verkopen had van de demo's gingen zij  akkoord. Dylan tekende bij Witmark en nam zijn eerste succes op:Blowin' in the Wind. In totaal nam Dylan 39 demo's in de Witmark studio op, waaronder een pianoversie van Mr. Tambourine Man.

## Tracks
Alle nummers zijn composities van Dylan, behalve waar aangegeven.
| Nr. | Titel                                       | Duur |
| --- | ------------------------------------------- | ---- |
| 1.  | Man on the Street (fragment)                | 1:07 |
| 2.  | Hard Times in New York Town                 | 1:57 |
| 3.  | Poor Boy Blues                              | 3:01 |
| 4.  | Ballad for a Friend                         | 2:23 |
| 5.  | Rambling, Gambling Willie                   | 3:38 |
| 6.  | Talking Bear Mountain Picnic Massacre Blues | 3:42 |
| 7.  | Standing on the Highway                     | 2:32 |
| 8.  | Man on the Street                           | 1:30 |
| 9.  | Blowin' in the Wind                         | 2:38 |
| 10. | Long Ago, Far Away                          | 2:29 |
| 11. | A Hard Rain's a-Gonna Fall                  | 6:49 |
| 12. | Tomorrow Is a Long Time                     | 3:46 |
| 13. | The Death of Emmett Till                    | 4:32 |

| 14.                | Let Me Die in My Footsteps              | 1:37 |
| 15.                | Ballad of Hollis Brown                  | 4:08 |
| 16.                | Quit Your Low Down Ways                 | 2:50 |
| 17.                | Baby, I'm in the Mood for You           | 1:36 |
| 18.                | Bound to Lose, Bound to Win             | 1:19 |
| 19.                | All Over You                            | 3:52 |
| 20.                | I'd Hate to Be You on That Dreadful Day | 2:00 |
| 21.                | Long Time Gone                          | 3:46 |
| 22.                | Talkin' John Birch Paranoid Blues       | 3:17 |
| 23.                | Masters of War                          | 4:23 |
| 24.                | Oxford Town                             | 2:33 |
| 25.                | Farewell                                | 3:58 |
| Totale duur: 75:23 |                                         |      |

| Nr. | Titel                                                                                | Duur |
| --- | ------------------------------------------------------------------------------------ | ---- |
| 1.  | Don't Think Twice, It's All Right (eerder verschenen op The Bootleg Series Volume 7) | 3:38 |
| 2.  | Walkin' Down the Line (eerder verschenen opThe bootleg series volumes 1-3)           | 3:23 |
| 3.  | I Shall Be Free                                                                      | 4:30 |
| 4.  | Bob Dylan's Blues                                                                    | 1:58 |
| 5.  | Bob Dylan's Dream                                                                    | 3:53 |
| 6.  | Boots of Spanish Leather                                                             | 5:49 |
| 7.  | Girl from the North Country                                                          | 3:09 |
| 8.  | Seven Curses                                                                         | 3:13 |
| 9.  | Hero Blues                                                                           | 1:36 |
| 10. | Whatcha Gonna Do?                                                                    | 3:36 |
| 11. | Gypsy Lou                                                                            | 3:45 |

| 12.                | Ain't Gonna Grieve                                                                   | 1:28 |
| 13.                | John Brown                                                                           | 4:19 |
| 14.                | Only a Hobo                                                                          | 2:25 |
| 15.                | When the Ship Comes In (eerder verschenen opThe bootleg series volumes 1-3)          | 2:56 |
| 16.                | The Times They Are a-Changin' (eerder verschenen opThe bootleg series volumes 1-3)   | 3:03 |
| 17.                | Paths of Victory                                                                     | 4:11 |
| 18.                | Guess I'm Doing Fine                                                                 | 4:08 |
| 19.                | Baby, Let Me Follow You Down] (Eric Von Schmidt, Reverend Gary Davis, Dave Van Ronk) | 1:56 |
| 20.                | Mama, You Been on My Mind                                                            | 2:14 |
| 21.                | Mr. Tambourine Man                                                                   | 5:55 |
| 22.                | I'll Keep It with Mine                                                               | 3:34 |
| Totale duur: 74:39 |                                                                                      |      |

## Hitnoteringen
Het album bereikte nummer 12 op de Billboard 200 In Nederland piekte de standaardversie naar nummer 19, in het Verenigd Koninkrijk naar nummer 18.
- MusicBrainz release group: adf892c6-c60b-42f5-918a-bfb8ad21f857